# Godzilla (pel·lícula de 1998)
Godzilla és una pel·lícula de ciència-ficció estatunidenca de 1998, dirigida per Roland Emmerich i protagonitzada per Matthew Broderick, Jean Reno, Maria Pitillo, Hank Azaria, Michael Lerner i Kevin Dunn. És el remake americà de la pel·lícula japonesa de 1954 del mateix nom que va començar la popular franquícia del mateix nom. La pel·lícula es va doblar al català.

## Argument
Els crèdits d'obertura mostren un muntatge dels assaigs nuclears francesos a l'Oceà Pacífic (que són realment enregistraments històrics dels assaigs nuclears dels Estats Units), observats per diverses espècies de llangardaix. El niu d'una iguana verda és irradiat per la pluja.
Anys més tard, un vaixell de pesca japonès és atacat per un monstre gegant que no es veu, que ataca des de sota de l'aigua: només sobreviu un mariner. Traumatitzat, és interrogat en un hospital per un misteriós francès (Jean Reno) que li pregunta junt amb un equip de científics francesos que el va a veure. La seva única resposta és, "Gojira".
Un altre atac marítim a l'Oceà Pacífic culmina en l'eventual destrucció d'una flota de vaixells de pesca. La tripulació sobreviu, després de l'enfonsament del vaixell, però s'enfonsa sota de les aigües i amb un gran xipolleig a la superfície.
El Dr. Niko "Nick" Tatapolous (Matthew Broderick), un científic de l'NRC, és un investigador de la zona d'exclusió de Txernòbil (Ucraïna) que investiga els efectes de la radiació sobre la vida silvestre, es veu interromput per l'arribada d'un agent dels EUA del Departament d'Estat. És enviat a Panamà, acompanyat pels militars, per observar les restes recuperades del vaixell de pesca japonès (que tenia tres marques gegantina grapa d'un costat) i un conjunt enorme d'empremtes com de dinosaure en l'herba del terra. El francès també és allà, observant l'escena i es presenta a si mateix com un agent d'assegurances. A bord d'un avió militar, Tatapolous identifica mostres de pell es va recuperar com a pertanyents a un animal "desconegut per a la ciència". Els militars descarten la teoria que la criatura sigui un dinosaure reviscut, teoritzen els seus orígens a la Polinèsia francesa, un híbrid canviat creat pels assaigs nuclears.
La criatura llavors es dirigeix a la ciutat de Nova York, i després de crear el caos al Mercat de pesca Fulton, corre a través de la ciutat. La bèstia es mostra com un ésser gegant, un llangardaix bípede. Manhattan és evacuat i els militars intenten matar el monstre, primer atraient-lo amb un enorme munt de peix (en haver-se adonat que era l'aliment bàsic de la dieta de la criatura). Mossega l'ham, però després s'encongeix d'espatlles davant les armes petites i mostra la capacitat de respirar foc, destruint dos tancs.
És perseguit per tres helicòpters d'atac AH-64. Li disparen míssils rastrejadors de calor, només per eliminar la part superior de l'Edifici Chrysler (el monstre té sang freda, i les armes rastrejadores de calor no el segueixen). El monstre derrota els seus atacants i s'escapa, però no abans que Nick reculli una mostra de sang. Les proves revelen que el monstre es reprodueix asexualment, i recollia aliments no solament per a si mateix, sinó també per a la seva descendència. Nick està decidit a trobar el seu niu.
Tanmateix, una cinta del vídeo de Panamà és robada per l'expromesa de Nick, Audrey Timmonds (Maria Pitillo), per ser periodista de televisió del canal de notícies "FDIM". Audrey originalment destina a difondre la cinta ella mateixa, però el seu cap es posa al seu lloc i pronuncia malament "Gojira" com "Godzilla". Els militars estan indignats per la difusió de la cinta classificada i Nick és llançat fora de l'equip. Nick és segrestat pel francès que es presenta a si mateix com Philippe Roaché, un agent de la DGSE, el Servei Secret francès. Ell i el seu equip han mantingut una estreta vigilància sobre els esdeveniments, i ara estan disposats a ajudar a aclarir l'embolic del que se senten responsables, però no poden reconèixer.
Els militars atreuen a Godzilla de nou, tractant d'atrapar-lo al terreny obert de Central Park. Tanmateix, Godzilla no mossega l'ham, i fuig dels militars abans d'obrir foc. La criatura se submergeix en les aigües del riu Hudson, on és atacat per tres submarins nuclears de la Marina dels EUA dues torpedes són disparats a Godzilla. Tanmateix, a través d'alguna evasió, Godzilla guia els torpedes per colpejar el submarí Anchorage. L'altre submarí obre foc de nou, i aquesta vegada, Godzilla és minat, i sembla estar mort. Els militars celebren la seva aparent victòria.
Mentrestant, Nick i un equip francès, dirigit per Roaché, subreptíciament seguit per Audrey i el càmera Víctor "Animal" Palotti (Hank Azaria), segueixen Godzilla a través dels túnels del metre fins a Madison Square Garden, trobant cents d'ous. Comencen a posar explosius, però els ous fan eclosió abans de temps. Els bebès Godzilles comencen a buscar menjar, i com l'equip té olor de peix, es converteixen en objectius inevitablement. Després de no poder contenir-los i la pèrdua de diversos membres de l'equip, els quatre que queden d'ells (Nick, Phillipe, Animal i Audrey) es refugien en una cabina d'emissió de televisió. A posta que els bebès Godzillas conduirien a la humanitat extinció en cas que escapin, Nick, Audrey i Animal alerten a les autoritats, perquè llancen tot seguit un trio de míssils de F/A-18 Hornets. Els quatre escapen just abans que l'edifici sigui destruït, i els bebès Godzilles són assassinats.
Tanmateix, segons més tard, un enfurismat Godzilla (que va aconseguir sobreviure a l'assalt al riu) sorgeix de les runes. Els quatre aconsegueixen escapen en un taxi, i alerten els militars de la supervivència de Godzilla. Els quatre intenten atreure a Godzilla al Pont Brooklyn, on s'enreda als cables de suspensió d'acer, i es torna un blanc fàcil per a l'atac d'avions de combat. Godzilla es veu colpejat per dotze míssils Harpoon: ferit de mort, dona crits de dolor i cau a terra, el seu cor batega lentament fins que es dona el seu últim alè i mor.
La multitud, i els militars celebra la mort de Godzilla. Nick, Audrey i Animal es reconcilien, Roaché en camina en silenci amb la cinta de vídeo que Animal havia registrat, detallant tot l'incident. Phillipe flama a Nick per dir-li que se'l tornarà novament després que "determinades informacions" s'hagin eliminat, i desapareix en la nit, dient "Au revoir" i donant gràcies a Nick per la seva ajuda.
Tanmateix, mentre que la població celebra, a les ruïnes fumejants del Madison Square Garden, es revela que un únic ou ha sobreviscut als bombardeigs. A mesura que la pel·lícula arriba a la conclusió, l'ou s'agita i es trenca. Zilla surt, rugint amb fúria.

## Repartiment
- Matthew Broderick: Dr. Niko "Nick" Tatopoulos
- Jean Reno: Philippe Roaché
- Maria Pitillo: Audrey Timmonds
- Hank Azaria: Victor "Animal" Palotti
- Kevin Dunn: Coronel Anthony Hicks
- Arabella Field: Lucy Palotti
- Michael Lerner: Mayor Ebert, parodia de Roger Ebert[4]
- Lorry Goldman: Gene, parodia de Gene Siskel[4]
- Harry Shearer: Charles Caiman
- Vicki Lewis: Dr. Elsie Chapman
- Doug Savant: Sergent O'Neal
- Malcolm Danare: Dr. Mendel Craven
- Ralph Manza: Fisherman Joe
- Glenn Morshower: Kyle Terrington
- Chris Ellis: General Hunter Anderson
- Richard Gant: Almirall Phelps

## Producció
TriStar Pictures va garantir els drets de Toho per produir una pel·lícula nord-americana de Godzilla el 1992. Un dels principals actors d'aquest acord va ser Henry G. Saperstein, que ha portat diverses pel·lícules de Godzilla a Amèrica amb el seu United Productions of America. TriStar originalment esperava tenir la pel·lícula acabada el 1994. Tanmateix, no va ser fins a maig de 1993 que a Terry Rossio i a Ted Elliott se'ls va demanar que escriguessin un guió. El guió es va acabar el novembre, però encara TriStar no havia seleccionat un director de la pel·lícula.
El juliol de 1994, molt després de la data de llançament originalment anunciada, TriStar va utilitzar Jan de Bont per dirigir la pel·lícula. de Bont va confessar que li van agradar les velles pel·lícules de Godzilla, encara que va dir que molts dels dels films de més tard amb el seu monstre van ser una mica ximples. Encara que tenia la intenció de mantenir l'humor en la imatge, de Bont també es va comprometre a lliurar impressionants efectes i preservar l'esperit indomable del japonès Godzilla. de Bont va reunir un equip i Elliott i Rossio per reelaborar el guió perquè sigui més al seu gust. La revisió final del guió va ser llesta el desembre de 1994.
Godzilla, igual com la seva contrapart tradicional japonès, té el seu alè atòmic. Godzilla va ser creat per una antiga raça d'extraterrestres per protegir la Terra d'un monstre alien gegant de forma canviant, el Gryphon (originalment planejat per ser el Rei Ghidorah). Els dos gegants finalment es van reunir a la ciutat de Nova York, destruint la major part de Manhattan en la lluita.